# مارغريت ألكورن
مارغريت ألكورن (بالإنجليزية: Margaret Alcorn)‏ هي سيدة أعمال نيوزيلندية، ولدت في 11 يوليو 1868 في هوكيتيكا ‏ في نيوزيلندا، وتوفيت في 1 نوفمبر 1967 في ويلينغتون في نيوزيلندا.